# Moderna
Moderna, Inc. (/məˈdɜːrnə/ mə-DUR-nə) là một công ty công ty công nghệ sinh học của Mỹ có trụ sở tại Cambridge, Massachusetts, tập trung vào phương pháp điều trị RNA, chủ yếu là vắc-xin mRNA. Những vắc-xin này sử dụng một bản sao của phân tử gọi là RNA thông tin (mRNA) để tạo ra phản ứng miễn dịch.
Sản phẩm thương mại duy nhất của công ty là Vắc-xin COVID‑19 Moderna, được bán trên thị trường với tên gọi Spievax. Tính đến năm 2022, công ty có 44 ứng cử điều trị và vắc xin, trong đó 21 ứng cử đã tham gia thử nghiệm lâm sàng. Các mục tiêu cho các ứng cử vắc-xin bao gồm cúm, HIV, vi-rút hợp bào hô hấp, Epstein–Barr, Nipah, chikungunya, một loại vắc-xin kết hợp mũi tiêm nhắc lại COVID-19 và vắc-xin cúm, một vắc-xin cytomegalovirus và hai vắc-xin ung thư. Hệ thống của công ty cũng bao gồm các ứng cử cho liệu pháp miễn dịch ung thư sử dụng OX40 ligand, interleukin 23, IL36G, và interleukin 12 cũng như, hợp tác với  AstraZeneca về phương pháp điều trị y học tái tạo mã hóa yếu tố tăng trưởng nội mô mạch máu A để kích thích tăng trưởng mạch máu cho bệnh nhân mắc chứng thiếu máu cơ tim.

## Lịch sử
Năm 2005, Derrick Rossi, một nghiên cứu sinh hệ sau tiến sĩ 39 tuổi về tế bào gốc sinh học tại Đại học Stanford, đã nghiên cứu một bài báo của nhà hóa sinh Katalin Karikó người Hungary về kích hoạt miễn dịch qua trung gian RNA và đồng khám phá của bà với nhà miễn dịch học người Mỹ là Drew Weissman về nucleoside sửa đổi ngăn chặn tính sinh miễn dịch của RNA.
Năm 2007, Rossi bắt đầu xây dựng ý tưởng dựa trên những phát hiện của họ với tư cách là trợ lý giáo sư mới tại Trường Y Harvard điều hành phòng thí nghiệm của riêng ông.
Rossi đã phát triển một phương pháp sửa đổi mRNA trước tiên thông qua sự truyền vào tế bào người, sau đó phân hóa nó vào tế bào gốc của tủy xương mà sau đó có thể tách biệt thành các loại tế bào mục tiêu mong muốn.

### 2010
Năm 2010, Rossi kêu gọi đầu tư từ giảng viên Đại học Harvard đồng nghiệp và doanh nhân Timothy A. Springer. Springer đã đầu tư 5 triệu đô la vào công ty và thu hút các khoản đầu tư bổ sung từ Kenneth R. Chien, Bob Langer và Venture Studio Flagship Ventures, do Noubar Afeyan điều hành. Họ cùng nhau thành lập "ModeRNA Therapeutics", lấy tên từ các thuật ngữ kết hợp "sửa đổi" và "RNA" tình cờ chứa từ "modern".

### 2011
Năm 2011, Afeyan, cổ đông lớn nhất của Moderna, đã thuê Stéphane Bancel, trước đây là giám đốc điều hành tại BioMérieux và Eli Lilly and Company, làm CEO.

### 2012
Trong vòng 2 năm kể từ khi thành lập, công ty đã đạt mức định giá kỳ lân. Patrick Degorce, Người sáng lập của Theleme Partners, đã đầu tư vào Moderna và cung cấp khoản tài trợ 500.000 đô la để cho phép công ty tuyển dụng hai bác sĩ ung thư. Vào tháng 12 năm 2012, công ty đã huy động được 40 triệu đô la.

### 2013
Vào tháng 3 năm 2013, Moderna và AstraZeneca đã ký một thỏa thuận tùy chọn độc quyền có thời hạn 5 năm để khám phá, phát triển và thương mại hóa mRNA cho các phương pháp điều trị trong các lĩnh vực điều trị bệnh tim mạch, chuyển hóa và thận cũng như các mục tiêu được lựa chọn cho bệnh ung thư. Thỏa thuận bao gồm khoản thanh toán trả trước 240 triệu đô la cho Moderna, "một trong những khoản thanh toán ban đầu lớn nhất từ trước đến nay trong một thỏa thuận cấp phép ngành dược phẩm không liên quan đến một loại thuốc đã được thử nghiệm lâm sàng".

### 2014
Vào tháng 1 năm 2014, Alexion Pharmaceuticals đã trả cho Moderna 100 triệu đô la cho mười tùy chọn sản phẩm để phát triển các phương pháp điều trị bệnh hiếm gặp, bao gồm cả hội chứng Crigler-Najjar, sử dụng nền tảng trị liệu mRNA của Moderna. Mặc dù Giám đốc điều hành Bancel dự kiến nền tảng này sẽ được thử nghiệm trên người vào năm 2016, nhưng chương trình với Alexion đã bị hủy bỏ vào tháng 1 năm 2017 sau khi các thử nghiệm trên động vật cho thấy phương pháp điều trị của Moderna sẽ không bao giờ đủ an toàn cho con người.

### 2017
Vào tháng 11 năm 2017, nhân viên của Moderna đã thử nghiệm công nghệ mRNA một cách an toàn với chuột Sprague-Dawley và khỉ ăn cua tại các cơ sở ở Montreal và Sherbrooke của Phòng thí nghiệm Charles River. Họ phát hiện ra trong số những thứ khác thì "mRNA là một phân tử sinh học có không bền và do đó yêu cầu sử dụng các hệ thống phân phối bảo vệ để khai thác hiệu quả tiềm năng của nó", khi mRNA lan rộng ra ngoài vị trí tiêm và được tìm thấy trong gan, lá lách, tủy xương và tim.

### 2018
Năm 2018, công ty đổi tên thành "Moderna Inc." và tăng thêm danh mục đầu tư phát triển vắc-xin.

### 2020
Vào tháng 3 năm 2020, Cục quản lý Thực phẩm và Dược phẩm (FDA) đã phê duyệt thử nghiệm lâm sàng cho ứng viên Vắc-xin COVID‑19 Moderna, trong đó Moderna nhận được khoản đầu tư trị giá 483 triệu đô la từ Operation Warp Speed. Moncef Slaoui, sau đó là thành viên ban giám đốc của Moderna, được bổ nhiệm làm nhà khoa học trưởng cho dự án Operation Warp Speed.
Ngày 16 tháng 11 năm 2020, một phân tích tạm thời về Giai đoạn thử nghiệm lâm sàng III, bao gồm hơn 30.000 bệnh nhân, cho thấy vắc-xin có hiệu quả 94,1% trong việc ngăn ngừa COVID-19 chỉ với các tác dụng phụ nhỏ giống như bệnh cúm. Các thử nghiệm đã hoàn thành vào ngày 30 tháng 11 năm 2020, xác nhận kết quả tạm thời và vắc-xin ứng cử có hiệu quả 100% trong việc ngăn ngừa các trường hợp nghiêm trọng của COVID-19.
Vào ngày 18 tháng 12 năm 2020, mRNA-1273 đã được cấp ủy quyền sử dụng khẩn cấp (EUA) tại Hoa Kỳ. On December 23, 2020, it was authorized for use in Canada. Vào ngày 6 tháng 1 năm 2021, nó đã được phép sử dụng trong Liên minh Châu Âu. Vào ngày 8 tháng 1 năm 2021, mRNA-1273 đã được cấp phép sử dụng ở nước Anh.
Moderna hợp tác với nhà sản xuất theo hợp đồng của Thụy Sĩ Lonza Group để sản xuất vắc-xin.

### 2021
Ngày 15 tháng 3 năm 2021, Thử nghiệm lâm sàng giai đoạn I đã bắt đầu đối với mRNA-1283, chủ yếu nhằm mục đích sử dụng làm chất tăng cường vắc-xin COVID-19.
Vào ngày 25 tháng 6 năm 2021, Cục Quản lý Thực phẩm và Dược phẩm đã thêm cảnh báo về các trường hợp viêm cơ tim hiếm gặp, chứng viêm tim, liên quan đến cả vắc xin Moderna và Pfizer/BioNTech vào tờ thông tin tương ứng của họ.
Vào ngày 17 tháng 8 năm 2021, Cơ quan quản lý thuốc và sản phẩm chăm sóc sức khỏe của Anh đã phê duyệt vắc xin Covid của Moderna để sử dụng cho trẻ em từ 12 đến 17 tuổi.
Tháng 7 năm 2021, vắc xin mRNA của công ty dành cho cúm, tên mã mRNA-1010, đã bước vào thử nghiệm lâm sàng Giai đoạn I.
Tháng 8 năm 2021, công ty đã nhận chỉ định theo dõi nhanh từ Cục quản lý Thực phẩm và Dược phẩm cho vắc-xin virus hợp bào hô hấp.
Vào tháng 9 năm 2021, công ty bắt đầu nghiên cứu kết hợp vắc-xin COVID-19 và vắc-xin cúm.

### 2022
Ngày 7 tháng 4 năm 2022, Moderna và Đại học Toronto đã công bố mối quan hệ hợp tác mới để “phát triển các công cụ mới nhằm ngăn ngừa và điều trị các bệnh truyền nhiễm,” bao gồm cả trong lĩnh vực “di truyền phân tử, kỹ thuật y sinh, và hóa sinh.
Tháng 4 năm 2022, Moderna công bố kế hoạch xây dựng một nhà máy sản xuất vắc-xin trị giá 180 triệu đô la ở Montreal, thiết lập quan hệ đối tác 10 năm với chính phủ liên bang Canada, tỉnh Quebec và Đại học McGill để sản xuất 100 triệu liều Spikevax hàng năm và mở rộng khả năng nghiên cứu vắc xin.

## Cáo buộc vi phạm bằng sáng chế đối với công nghệ mRNA
Tháng 8 năm 2022, Moderna thông báo họ sẽ kiện Pfizer và đối tác BioNTech vì vi phạm bằng sáng chế của họ về công nghệ mRNA.